# 艾登堡長吻針鼴
艾登堡長吻針鼴（學名：Zaglossus attenboroughi）是新幾內亞特有的原針鼴屬物種，也是該屬體型最小的成員，分布於印尼巴布亞省近聖塔尼及查亞普拉，得名自英國生物學家大卫·爱登堡。與澳洲針鼴接近。牠的前後肢均有五趾，有濃密的短毛。
艾登堡長吻針鼴最初的描述是基於一個在荷蘭殖民地時代搜集的已損壞標本，自此以後似乎沒有新發現。由於人類發現影響了森林棲息地，故有指牠們已是瀕危或在當地消失。但是，由於巴布亞省的生物研究並不完整，故有可能牠們仍然活在當地的山區。
2007年，有消息指出在印尼的獨眼巨人山脈發現艾登堡長吻針鼴的巢穴及足跡，當地人民亦表示曾於2005年見過牠們。2023年11月，在印尼的獨眼巨人山脈拍攝到該物種的影像。

## 外部連結
- EDGE （页面存档备份，存于）